# Stylidium warriedarense
Stylidium warriedarense este o specie de plante dicotiledonate din genul Stylidium, familia Stylidiaceae, ordinul Asterales, descrisă de A. Lowrie, A.H. Burbidge și Amp; K.F. Kenneally. Conform Catalogue of Life specia Stylidium warriedarense nu are subspecii cunoscute.